# Parque de San Nicolás
El Parque de San Nicolás (en inglés, St. Nicholas Park) es un parque público en Manhattan, Nueva York, entre los barrios de Harlem, Hamilton Heights y Manhattanville. Sus 93 078 m² está delimitados por la calle 141 al norte, la calle 128 al sur, la terraza de San Nicolás al oeste y Avenida de San Nicolás al este.

## Historia
El parque fue creado en 1895, cuando se adquirió el primer terreno para el parque tras la expropiación del acueducto de Croton. Después de que se adquirieron propiedades adicionales, la construcción del parque comenzó en 1906. Al igual que las calles en sus fronteras este y oeste, el parque lleva el nombre de San Nicolás, el santo patrón de Ámsterdam cuya imagen adornaba uno de los barcos que trajeron a los primeros colonos holandeses a Nueva Ámsterdam. El comisionado de parques, Samuel Parsons, diseñó el parque él mismo. El parque luego se expandió en 1909, cuando el límite sur llegó hasta la calle 128. En 1931, se abrió un parque infantil a lo largo de la calle 129. En este sitio se erigió un nuevo parque infantil en 1965.

## Características

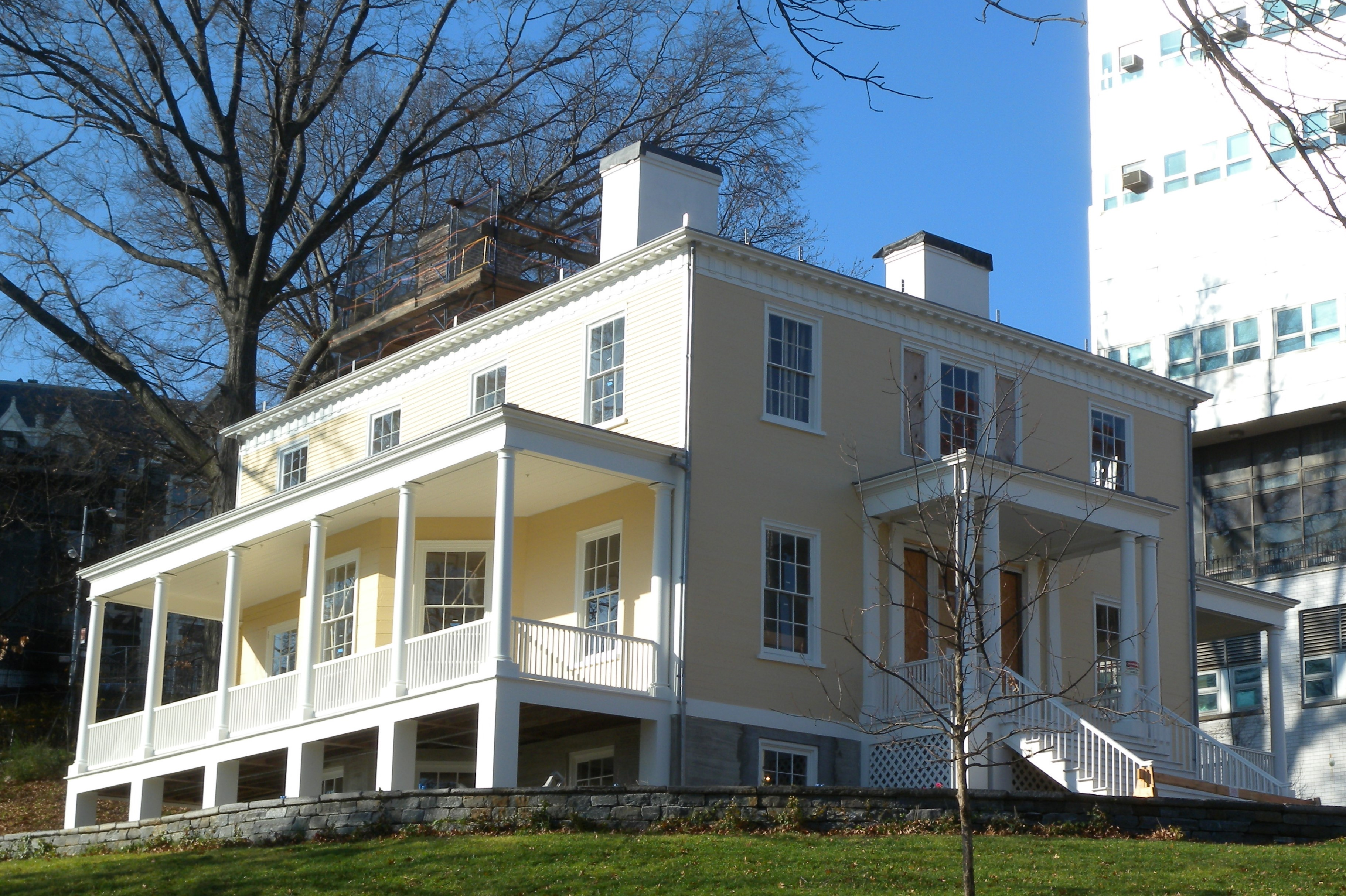
The Grange en el parque de San Nicolás

St. Nicholas Park contiene la casa histórica de Alexander Hamilton, The Grange. Ahora designado como el Monumento Nacional Hamilton Grange, se movió 152 m en 2008 desde Convent Avenue hasta el lado norte del parque, frente a la calle 141. The Grange era una "casa de campo" cuando se construyó en 1802, y su nueva ubicación se encuentra dentro de los límites de los 129 500 m² de la propiedad.

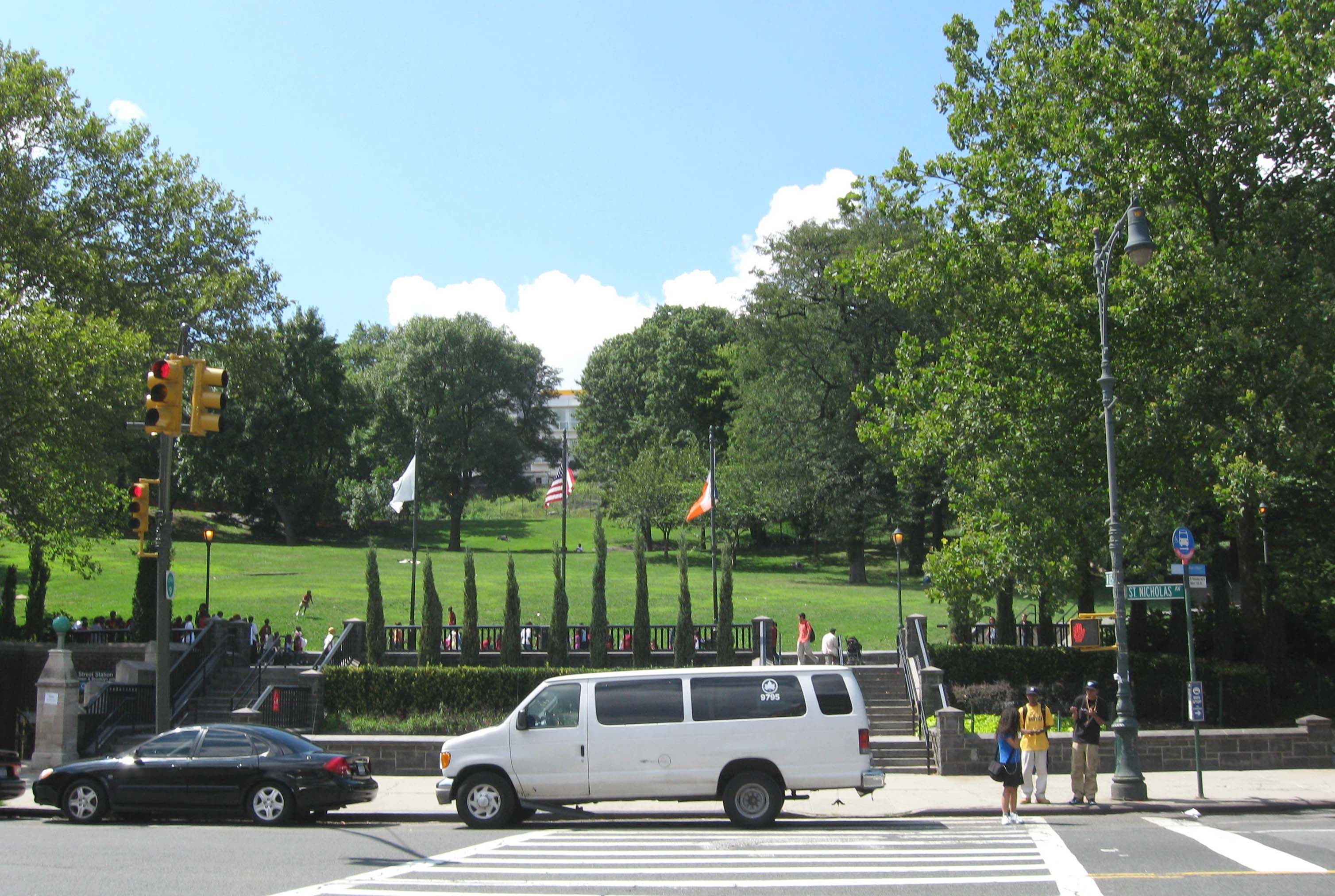
Entrada por la calle 135

Gran parte del campus de City College of New York, incluido Shepard Hall, está al otro lado de la terraza de San Nicolás. El parque arbolado cuenta con canchas de baloncesto, áreas de juegos para niños, canchas de balonmano, un parque para perros y áreas de barbacoa mantenidas por NYC Parks. Otras atracciones incluyen grandes afloramientos de esquisto de Manhattan y mariposas monarca que cubren los arbustos de en el momento de la migración.

## Transporte
Se puede llegar al parque a través de la línea IND Eighth Avenue del metro de la ciudad de Nueva York en las estaciones calle 125 (trenes A, B, C y D), Calle 135 (trenes B y C), o Calle 145 (trenes A, B, C y D).

## En la cultura popular
El parque es el escenario de una escena de la película independiente The Mend, protagonizada por Josh Lucas.